# Bleksporig spindling
Bleksporig spindling (Leucocortinarius bulbiger) är en svampart som först beskrevs av Alb. & Schwein., och fick sitt nu gällande namn av Rolf Singer 1945. Enligt Catalogue of Life ingår Bleksporig spindling i släktet Leucocortinarius,  och familjen Tricholomataceae, men enligt Dyntaxa är tillhörigheten istället släktet Leucocortinarius,  och familjen buktryfflar. Arten är reproducerande i Sverige. Inga underarter finns listade i Catalogue of Life.